# Arytropteris granulithorax
Arytropteris granulithorax är en insektsart som beskrevs av Louis Albert Péringuey 1916. Arytropteris granulithorax ingår i släktet Arytropteris och familjen vårtbitare. Inga underarter finns listade i Catalogue of Life.